# Teatru de animație
Teatrul de animație este o artă complexă; el însumează elemente de limbaj specific artei teatrale, muzicii, dansului, sculpturii, picturii, și astfel devine o modalitate de comunicare metaforică. Teatrul este arta care oferă omului posibilitatea de a se exprima liber, de a căuta răspunsuri pentru frământările interioare, de a putea fi oricine și orice; omul se poate revolta împotriva principiilor ce nu corespund axei sale de valori morale sau a structurilor sociale, a condițiilor neprielnice din viața sa.
Drumul de la construirea păpușii până la reprezentarea scenică a personajului este un drum necunoscut, de obicei, spectatorilor; ei văd doar ,,produsul finit’’.
Creatorii din teatrul de animație trebuie să aibă o multitudine de calități, de la a avea viziune plastică, până la a fi un bun actor, dansator și un mânuitor talentat, care să se exprime și să ,,respire” prin intermediul păpușii.
Deși este un actor, sfidează trecerea ireversibilă a timpului, nu își schimbă aspectul fizic, nu îmbătrânește; păpușa este o formă  plastică  utilizată de om în vederea comunicării unor mesaje. Acest lucru permite actorilor păpușari posibilitatea de a juca orice rol, indiferent de vârstă  sau aspect fizic.Indiferent de tipul de reprezentare, păpușa trebuie să sugereze viața, realitatea și nu să o imite.
Relația dintre obiectul animat și actorul animator este una strâns legată, de neînlocuit, personală; mânuitorul transmite păpușii starea psihologică prin tehnica de animație și vorbește spectatorilor despre lumea lui interioară. Păpușa oferă spectatorului mereu altă imagine și - deși este doar o sculptură - creează iluzia mobilității, iar spectatorul intră în acest joc și acceptă convenția reacționând la acțiunile ce au loc în timpul reprezentației scenice. Iluzia se creează datorită actorului animator, care, de obicei, rămâne în umbră; atunci când apare simultan cu păpușa, la vedere, poate fi considerat un simbol.
Actorul păpușar, pornind de la propria construcție fizică, poate transpune mișcări păpușii care depășesc limitele trupului uman. Spectatorul contemporan pare a fi tot mai interesat de formele scenice abstracte și minimaliste; el este mereu în căutarea noului, dorind mereu să vadă ceva diferit. Astfel păpușarul este nevoit să creeze lumi și personaje noi cu diferite modalități de expresie. Datorită acestui aspect, actorul păpușar este nevoit să răspundă mereu provocărilor inovațiilor cu abilități noi, dobândite prin cunoașterea tuturor artelor ce pot participa la creare sincretismului contemporan.